# Elatostema urvilleanum
Elatostema urvilleanum är en nässelväxtart som beskrevs av Adolphe-Théodore Brongniart. Elatostema urvilleanum ingår i släktet Elatostema och familjen nässelväxter. Inga underarter finns listade i Catalogue of Life.